# 吴锡军
吴锡军（1933年8月—2021年10月27日），女，江苏沙洲人，中华人民共和国化工专家、政治人物，曾任江苏省人民政府副省长，江苏省人大常委会副主任，全国三八红旗手，第六、七、八届全国人大代表。